# Мадера (кекс)
Кекс «Мадера» (англ. Madeira cake; варианты русского перевода: торт/пирог/кекс Мадера/Мадейра) — традиционный британский и ирландский кекс, близкий к фунтовому кексу.

## История
Кекс появился в XVIII или XIX веке и подавался обычно с вином мадерой, откуда и название. Поскольку названия вина (мадера) и португальского острова, на котором его делают (Мадейра) по-английски пишутся одинаково, со временем появилась версия о непосредственной связи кекса с этим островом. Однако, в действительности на самой Мадейре распространён совершенно другой десертный пирог — болу-де-мел, не имеющий с кексом Мадера ничего общего.
Один из первых рецептов кекса Мадера был опубликован в 1845 году в кулинарной книге Элизы Актон. Кекс, согласно этому рецепту, выпекался из муки, яиц, сахара, масла, цедры и соды.
На сегодняшний день кекс Мадеру обычно подают к чаю, или с ликёрами, и почти никогда — с мадерой.